# Allons voir sur le lac d'argent
Allons voir sur le lac d'argent est une mélodie pour deux voix et piano de Nadia Boulanger composée en 1905 sur un poème d'Armand Silvestre.

## Présentation
Allons voir sur le lac d'argent est composé en 1905. La mélodie, pour deux voix et piano, est écrite sur un poème d'Armand Silvestre.
Pour la musicienne et musicologue Anne de Fornel, à l'instar d'Aubade et d'Écoutez la chanson bien douce, Allons voir sur le lac d'argent possède « une candeur et une nonchalance qui illustrent une période créative pleine d'effervescence pour la jeune étudiante » qu'est encore Nadia Boulanger.
L'incipit de l'œuvre est : « Allons voir sur le lac d'argent ».
Le manuscrit autographe de la mélodie est conservé à la BnF (Ms. 19505). Il porte la date « 28 février 1905 » et l'indication « la voix de femme est désignée par « Elle » et la voix d'homme par « Lui »».
Longtemps inédite, la partition est publiée par Alphonse Leduc en 2020 au sein du recueil Mélodies pour voix moyenne, vol. 3 (AL 30 866).
Allons voir sur le lac d'argent est d'une durée moyenne d'exécution de deux minutes quarante environ.
Dans le catalogue des œuvres de la compositrice établi par la musicologue Alexandra Laederich, la pièce porte le numéro NB 5.

## Discographie
- Les heures claires : The Complete Songs : Nadia & Lili Boulanger, Lucile Richardot (mezzo-soprano), Stéphane Degout (baryton) et Anne de Fornel (piano), Harmonia Mundi HMM 902356.58, 3 CD, 2023[4] — premier enregistrement mondial.